# Scutellaria churchilliana
Scutellaria churchilliana là một loài thực vật có hoa trong họ Hoa môi. Loài này được Fernald miêu tả khoa học đầu tiên năm 1902.